# Гуеведосе
Гуеведоси (шп. güevedoce, од шп. güevos a los doce, односно "тестиси са дванаест") су деца са специфичном врстом међуполности и налазе се у Доминиканској Републици. Гуеведоси се класификују као девојчице када се роде, али са око 12 година почињу да развијају мушке гениталије. Ово се дешава због недостатка у производњи 5α-редуктазе, ензима укљученог у метаболизам тестостерона у дихидротестостерон. Исти феномен се дешава у Папуи Новој Гвинеји, где га народ Самбиа назива кволу-атмвол (буквално 'женска ствар која се претвара у мушку ствар'), и у Турској. Оволика заступљеност се повезује са учесталим рођачким браковима. Ен Фаусто-Стерлинг наводи да су гуевадоси (као и људи у Папуи Новој Гвинеји са недостатком 5α-редуктазе) у својим културама „признати као трећи пол“, док културе „ипак признају само две родне улоге“.

## Рано истраживање
Прва научна истраживања гуеведоса десила су се 1970-их, када је Џулијен Императо-Мекгинли, ендокринолог са Универзитета Корнел, отпутовала у село Лас Салинас у Доминиканској Републици да истражи извештаје о томе да су наводно женска деца постала мушка деца на почетку пубертета. Утврђено је да је узрок недостатак 5α-редуктазе, а резултати су објављени у часопису Сциенце 1974. Установљено је да је учесталост недостатка неуобичајено висока у Лас Салинасу, са односом појављивања од 1 гуевадосеа на сваких 90 мушкараца.

## Статус у друштву
У земљама попут Сједињених Држава, деца са међуполним стањем се обично оперишу одмах по рођењу ради довођења гениталија у очекиване мушке или женске оквире. У Доминиканској Републици гуеведоси се сматрају трећим полом, који доживљава амбивалентну родну социјализацију. У одраслом добу, гуевадоси се најчешће самоидентификују као мушкарци, али их друштво не мора нужно у потпуности третирати као такве.